# EC 1.2.3
La EC 1.2.3 è una sotto-sottoclasse della classificazione EC relativa agli enzimi. Si tratta di una sottoclasse delle ossidoreduttasi che include enzimi che utilizzano un'aldeide o un chetone come donatore di elettroni ed ossigeno come accettore.

## Enzimi appartenenti alla sotto-sottoclasse
| numero EC   | nome accettato                     |
| ----------- | ---------------------------------- |
| EC 1.2.3.1  | aldeide ossidasi                   |
| EC 1.2.3.3  | piruvato ossidasi                  |
| EC 1.2.3.4  | ossalato ossidasi                  |
| EC 1.2.3.5  | gliossilato ossidasi               |
| EC 1.2.3.6  | piruvato ossidasi (CoA-acetilante) |
| EC 1.2.3.7  | indolo-3-acetaldeide ossidasi      |
| EC 1.2.3.8  | piridossale ossidasi               |
| EC 1.2.3.9  | aril-aldeide ossidasi              |
| EC 1.2.3.11 | retinale ossidasi                  |
| EC 1.2.3.13 | 4-idrossifenilpiruvato ossidasi    |
| EC 1.2.3.14 | aldeide abscisica ossidasi         |